# Craig Calhoun
Craig Calhoun (n. 16 iunie 1952, Watseka, Illinois, SUA) este un sociolog american și un promotor al folosirii științelor sociale în probleme de interes public.

## Publicații
Monographs
- Calhoun, Craig. (2007) Nations Matter: Culture, History, and the Cosmopolitan Dream.  Routledge.
- Calhoun, Craig. (2001) Nationalism. Open University Press and University of Minnesota Press.
- Calhoun, Craig. (1995) Critical Social Theory. Basil Blackwell.
- Calhoun, Craig. (1994) Neither Gods Nor Emperors: Students and the Struggle for Democracy in China. University of California Press.
- Calhoun, Craig. (1989; 7th ed., 1996) Sociology. McGraw-Hill Companies.
- Calhoun, Craig. (1982) The Question of Class Struggle: Social Foundations of Popular Radicalism During the Industrial Revolution. University of Chicago Press and Basil Blackwell.

Edited Volumes
- Calhoun, Craig and Sennett, Richard. (2007) Practicing Culture. Routledge.
- Calhoun, Craig;  Gerteis, Joseph; Moody, James; Pfaff, Steven; and Indermohan Virk. (2007) Contemporary Sociological Theory, 2nd. ed. Blackwell.
- Calhoun, Craig;  Gerteis, Joseph; Moody, James; Pfaff, Steven; and Indermohan Virk. (2007) Classical Sociological Theory, 2nd. ed. Blackwell.
- Calhoun, Craig. (2007) Sociology in America: A History. University of Chicago Press.
- Calhoun, Craig; Rojek, Chris; and Turner, Bryan. (2006) Sage Handbook of Sociology. Sage Publications.
- Calhoun, Craig. (2005) Lessons of Empire: Imperial Histories and American Power. New Press.
- Calhoun, Craig; Price, Paul; and Timmer; Ashley. (2002) Understanding September 11.  The New Press.
- Calhoun, Craig. (1995) Dictionary of the Social Science. Oxford University Press.
- Calhoun, Craig, and McGowan John. (1997) Hannah Arendt and the Meaning of Politics. University of Minnesota Press.
- Calhoun, Craig. (1994) Social Theory and the Politics of Identity. Wiley Blackwell.
- Calhoun, Craig; LiPuma, E.; and Postone; M. (1993) Bourdieu: Critical Perspectives. Cambridge: Polity Press and Chicago: University of Chicago Press.
- Calhoun, Craig. (1993) Habermas and the Public Sphere. Cambridge, MA: MIT Press.
- Calhoun, Craig; Scott, W.R.; and Meyer, M. (1990) Structures of Power and Constraint: Essays in Honor of Peter M. Blau. Cambridge and New York: Cambridge University Press.
- Calhoun, Craig and Ianni, F. A. J. (1976) The Anthropological Study of Education. The Hague: Mouton, and Chicago: Aldine.